# Kopaczewo
Kopaczewo – dawna wieś. Tereny, na których leżała, znajdują się obecnie na Białorusi, w obwodzie witebskim, w rejonie głębockim, w sielsowiecie Urzecze.

## Historia
W czasach zaborów okręgu wiejskim Zalesie I, w gminie Zalesie, w powiecie dzisieńskim, w guberni wileńskiej Imperium Rosyjskiego.
W latach 1921–1945 wieś leżała w Polsce, w województwie wileńskim, w powiecie dziśnieńskim, w gminie Zalesie.
Według Powszechnego Spisu Ludności z 1921 roku zamieszkiwały tu 43 osoby, 2 były wyznania rzymskokatolickiego a 41 prawosławnego. Jednocześnie 42 mieszkańców zadeklarowało białoruską a 1 rosyjską przynależność narodową. Było tu 8 budynków mieszkalnych. W 1931 w 9 domach zamieszkiwały 43 osoby.
Wierni należeli do parafii prawosławnej w Zalesiu. Miejscowość podlegała pod Sąd Grodzki w Łużkach i Okręgowy w Wilnie; właściwy urząd pocztowy mieścił się w Zalesiu.